# Südpazifische Flundern
Die Südpazifischen Flundern (Rhombosoleidae) sind eine Familie der Plattfische (Pleuronectiformes). Alle Arten der Rhombosoleidae kommen ausschließlich im südlichen Pazifik, rund um Australien und Neuseeland vor. Zwei Arten der Gattung Rhombosolea schwimmen in Neuseeland auch die Flüsse hinauf. Für die Fischerei sind die Rhombosoleidae bedeutungslos.

## Merkmale
Die Bauchflossen der Südpazifischen Flundern sind asymmetrisch, die auf der Augenseite kann mit der Afterflosse zusammengewachsen sein. Auf beiden Seiten befindet sich eine gut entwickelte Seitenlinie. Die Anzahl der Wirbel liegt bei 30 bis 46.

## Systematik
Die Südpazifischen Flundern wurden 1910 durch den britischen Ichthyologen Charles Tate Regan als Unterfamilie Rhombosoleinae der Schollen (Pleuronectidae) aufgestellt. In neueren Systematiken (z. B. bei Nelson 2006) bekamen sie aber zunehmend den Rang einer eigenständigen Familie. In der neuesten Revision der Knochenfischsystematik wurden die Südflundern (Achiropsettidae) mit den Rhombosoleidae synonymisiert, so dass die vier monotypischen Gattungen dieser Familie (hier nicht aufgeführt) ebenfalls zu den Rhombosoleidae gehören.

### Gattungen und Arten
- Gattung Ammotretis

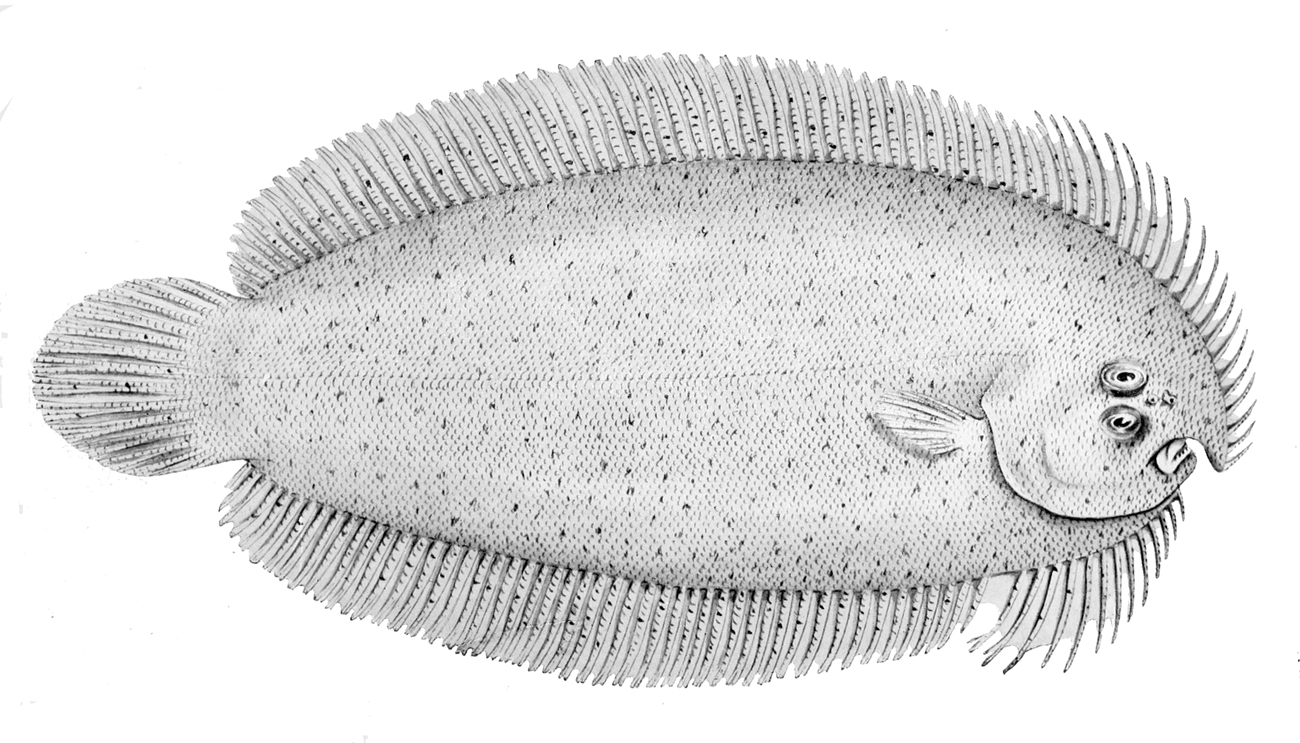
Ammotretis elongatus

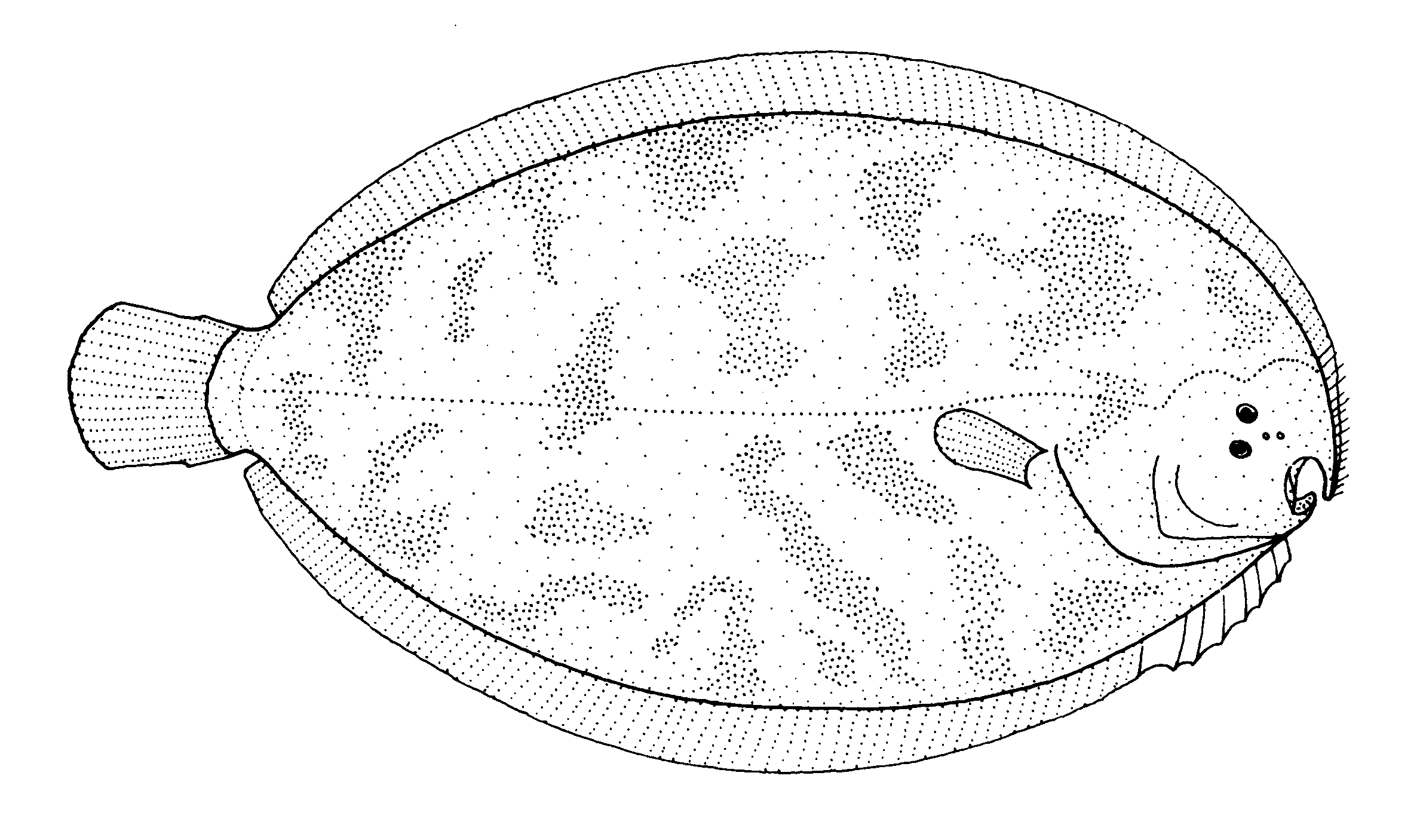
Colistium nudipinnis

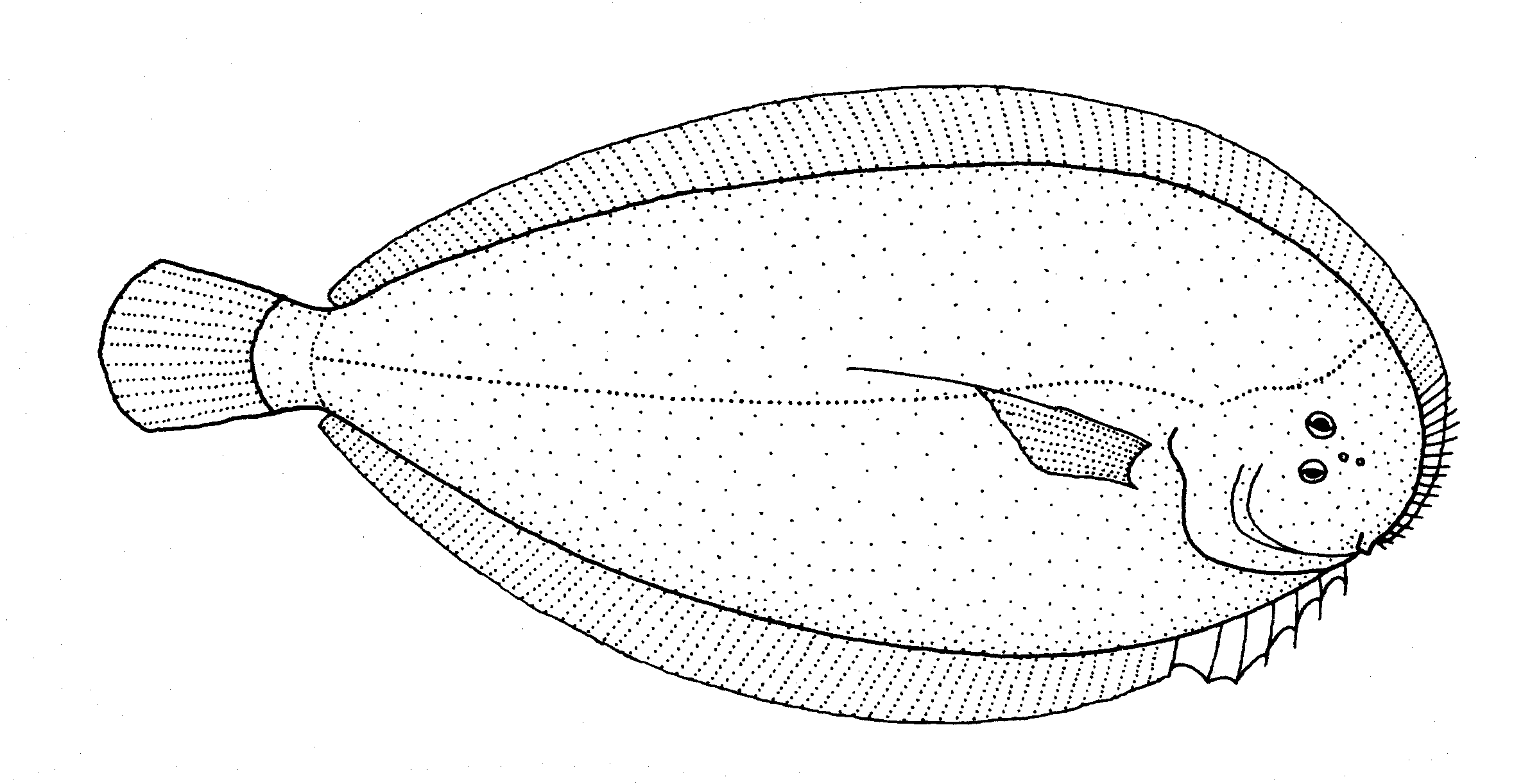
Peltorhamphus novaezeelandiae

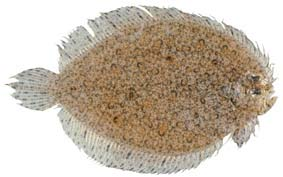
Psammodiscus ocellatus

  - Ammotretis brevipinnis Norman, 1926
  - Ammotretis elongatus (Yarrell, 1839)
  - Ammotretis lituratus (Richardson, 1844)
  - Ammotretis macrolepis McCulloch, 1914
  - Ammotretis rostratus Günther, 1862
- Gattung Azygopus
  - Azygopus pinnifasciatus Norman, 1926
- Gattung Colistium
  - Neuseeländischer Glattbut (Colistium guntheri (Hutton, 1873))
  - Neuseeländischer Steinbutt (Colistium nudipinnis (Waite, 1911))
- Gattung Pelotretis
  - Pelotretis flavilatus Waite, 1911
- Gattung Peltorhamphus[2]
  - Peltorhamphus kryptostomus Munroe, 2021
  - Peltorhamphus latus James, 1972
  - Peltorhamphus novaezeelandiae Günther, 1862
  - Peltorhamphus tenuis James, 1972
- Gattung Psammodiscus
  - Psammodiscus ocellatus (Starks & Thompson, 1910)
- Gattung Rhombosolea
  - Rhombosolea leporina Günther, 1862
  - Rhombosolea plebeia (Richardson, 1843)
  - Rhombosolea retiaria Hutton, 1873
  - Rhombosolea tapirina Günther, 1862
- Gattung Taratretis
  - Taratretis derwentensis Last, 1978

Oncopterus darwinii, bis Anfang September 2019 ebenfalls zu den Südpazifischen Flundern gezählt, ist jetzt die einzige Art der damit monotypischen Familie Oncopteridae.